# Bathyraja schroederi
Bathyraja schroederi es una especie de pez de la familia de los Rajidae en el orden de los Rajiformes.

## Reproducción
Es ovíparo y las hembras ponen huevos envueltos en una cápsula córnea.

## Hábitat
Es un pez marino y de aguas profundas que vive hasta los 1000 m de profundidad.

## Distribución geográfica
Se encuentran en el océano Atlántico suroccidental y el Pacífico suroriental: Chile

## Observaciones
Es inofensivo para los humanos.